# The Bling Ring
Pour plus de détails, voir Fiche technique et Distribution.
The Bling Ring ou Le Bling Ring au Québec est une comédie dramatique réalisée par Sofia Coppola, sortie en 2013.

## Synopsis
Rebecca (Katie Chang), Marc (Israel Broussard), Nicki (Emma Watson), Sam (Taissa Farmiga) et Chloe (Claire Julien (de)) sont membres du Bling Ring, un groupe d'adolescents obsédés par la célébrité. Ils utilisent Internet pour traquer les déplacements de célébrités afin de dévaliser leurs demeures. Leurs victimes sont notamment Paris Hilton, Lindsay Lohan, Miranda Kerr, Megan Fox, Rachel Bilson, Audrina Patridge et Orlando Bloom.

## Fiche technique
- Titre original : The Bling Ring
- Titre québécois : Le Bling Ring
- Réalisation : Sofia Coppola
- Scénario : Sofia Coppola, d'après l'article de presse The Suspects Wore Louboutins de Nancy Jo Sales
- Direction artistique : Kevin Bird
- Décors : Anne Ross
- Costumes : Stacey Battat
- Photographie : Harris Savides
- Montage : Sarah Flack
- Musique : Daniel Lopatin
  - Supervision de la musique : Brian Reitzell
- Production : Roman Coppola, Sofia Coppola, Youree Henley
- Coproduction : Darren M. Demetre
- Production déléguée : Emilio Diez Barroso, Darlene Caamano Loquet, Paul Rassam, Fred Roos et Michael Zakin
- Sociétés de production : American Zoetrope, NALA Films, Pathé Films, Studiocanal, Tobis, Tohokushinsha Film
- Sociétés de distribution : A24 (États-Unis), Pathé (Belgique, France)
- Budget : 8 000 000 $[3]
- Pays de production :  États-Unis,  Royaume-Uni,  France,  Allemagne,  Japon
- Langue originale : anglais
- Format : couleur
- Genre : comédie dramatique
- Durée : 80 Minutes
- Dates de sortie[4] :
  - France : 16 mai 2013 (Festival de Cannes) ; 12 juin 2013 (sortie nationale)
  - États-Unis : 9 juin 2013 (Festival international du film de Seattle) ; 14 juin 2013 (sortie nationale)
  - Belgique : 12 juin 2013[5],[6]

## Distribution
- Katie Chang (VF : Chloé Stefani) : Rebecca Ahn (inspirée de Rachel Lee)
- Emma Watson (VF : Manon Azem) : Nicolette « Nicki » Moore (inspirée d'Alexis Haines (en))
- Leslie Mann (VF : Brigitte Aubry) : Laurie Moore, mère de Nicki (inspirée d'Andrea Arlington (en))
- Israel Broussard (VF : Victor Naudet) : Marc Hall (inspiré de Nick Prugo)
- Taissa Farmiga (VF : Delphine Rivière) : Sam Moore (inspirée de Tess Taylor)
- Claire Julien (de) : Chloe Tainer (inspiré ede Courtney Ames)
- Gavin Rossdale : Ricky (inspiré de Johnny Ajar)
- Stacy Edwards : Debbie Hall, mère de Marc
- Erin Daniels (VF : Pauline Larrieu) : Shannon
- Halston Sage : Amanda
- Maika Monroe : une fille sur la plage
- Logan Miller : un garçon à la soirée
- Marc Coppola (en) : M. Hall, père de Marc
- Kirsten Dunst (VF : Marie-Eugénie Maréchal) : elle-même (caméo)
- Paris Hilton : elle-même (caméo)
- Carlos Miranda (VF : Nathanel Alimi) : Rob Hernandez (inspiré de Roy Lopez Jr.)
- Patricia Lentz (VF : Annie Le Youdec) : la juge
- Annie Fitzgerald (VF : Laurence Charpentier) : Kate (inspirée de Nancy Jo Sales (en))
- Doug Debeech (VF : Yann Guillemot) : Adam

Source et légende : Version française (VF) sur RS Doublage et AlloDoublage

## Production

### Développement
Coppola écrit le scénario en s'inspirant d'un article publié dans le magazine américain Vanity Fair écrit par Nancy Jo Sales. Intitulé « The Suspects Wore Louboutins » (« Les suspects portaient des Louboutins »), il raconte comment une bande de jeunes obsédés par la renommée ont créé un gang nommé le Bling Ring. Ses membres, entre octobre 2008 et août 2009, ont dérobé plus de 3 millions de dollars en biens dans des maisons de Los Angeles, appartenant toutes à des célébrités.

### Tournage
Le tournage du film s'est déroulé principalement à Los Angeles, en Californie, au cours des mois de mars et d'avril 2012. Des lieux tels que West Hollywood, Lynwood et Venice sont utilisés. De plus, certaines des scènes sont filmées dans les réelles maisons des célébrités concernées, alors que d'autres prennent place dans le centre de détention régional de Lynwood. Paris Hilton, qui fut une des victimes des vols commis par la bande, a confirmé faire une brève apparition (caméo) dans le film, tandis que Kirsten Dunst et Gavin Rossdale ont été repérés sur le plateau de la production.

### Bande originale
La bande originale est supervisée par Brian Reitzell, qui avait déjà travaillé avec Sofia Coppola pour Virgin Suicides, Lost in Translation, Marie-Antoinette. L'album est sorti en juin 2013 sur le label Def Jam et contient des chansons de rap, krautrock et electro. Le groupe français Phoenix, dont un des membres est Thomas Mars, le mari de Sofia Coppola, apparait dans le film, ainsi que Kanye West, Frank Ocean, Rick Ross...
Brian Reitzell a également composé des morceaux originaux, avec l'aide de Daniel Lopatin (parfois crédité Oneohtrix Point Never).
| 1.  | Crown on the Ground  | Alexis Krauss, Derek Miller | Sleigh Bells (groupe)               | 3:49 |
| 2.  | 9 Piece              | Lil Wayne | Rick Ross (feat. Lil Wayne)         | 5:17 |
| 3.  | Sunshine             | Rye Rye, Maya Arulpragasam | Rye Rye (feat. M.I.A.)              | 3:22 |
| 4.  | 212                  | Azealia Banks, Jef Martens | Azealia Banks (feat. Lazy Jay)      | 3:26 |
| 5.  | Ouroboros            | Daniel Lopatin | Oneohtrix Point Never               | 2:02 |
| 6.  | Money Machine        | Tauheed Epps, Christopher Gholson | 2 Chainz                            | 4:42 |
| 7.  | Bad Girls            | Mathangi Arulpragasam, Nate Hills, Marcella Araica | M.I.A.                              | 3:48 |
| 8.  | All of the Lights    | Kanye West, Jeff Bhasker, Stacy Ferguson, Malik Yuse, Scott Mescudi, Warren Trotter | Kanye West                          | 4:59 |
| 9.  | Drop It Low          | Christopher Maurice Brown, Esther Dean, Jamal F. Jones | Ester Dean (feat. Chris Brown)      | 3:14 |
| 10. | Gucci Bag            | Gemar Akoto, Kwadwo Boateng, Reem Oweti | Reema Major                         | 3:54 |
| 11. | Halleluwah           | Michael Karoli, Jaki Liebezeit, Irmin Schmidt, Holger Schweizer, Kenji Suzuki | Can                                 | 5:36 |
| 12. | Power                | Kanye West, Larry Griffin Jr., Mike Dean, Jeff Bhasker, Andwele Gardner, Ken Lewis, Francois Bernheim, Jean-Pierre Lang, Boris Bergman, Robert Fripp, Michael Giles, Greg Lake, Ian McDonald | Kanye West                          | 4:52 |
| 13. | Freeze               | Klaus Schulze | Klaus Schulze                       | 6:39 |
| 14. | FML                  | Joel Zimmerman | deadmau5                            | 6:35 |
| 15. | The Bling Ring Suite | Brian Reitzell, Daniel Lopatin | Brian Reitzell & Daniel Lopatin     | 6:52 |
| 16. | Bankrupt!            | Thomas Mars, Deck d'Arcy, Laurent Brancowitz, Christian Mazzalai | Phoenix                             | 6:56 |
| 17. | Super Rich Kids      | Frank Ocean, Malay, Earl Sweatshirt, Kirk Robinson, Nathaniel Robinson Jr., Roy Hammond (en), Mark Morales, Mark Rooney                                                                      | Frank Ocean (feat. Earl Sweatshirt) | 5:04 |

## Accueil

### Sortie
Le distributeur A24 acquiert les droits du film le 16 janvier 2013,. La première bande annonce du projet est publiée un mois plus tard, le 16 février 2013, révélant la date de sortie du long-métrage, prévue pour le 14 juin 2013 aux États-Unis. L'extrait montre les acteurs du film dévalisant diverses maisons et célébrant au cours d'occasions, le tout sur la piste Crown on the Ground des Sleigh Bells (groupe). Le film est pour la première fois projeté dans le cadre de la catégorie « Un certain regard » au Festival de Cannes 2013.

### Réception critique
Le film a reçu un accueil mitigé de la part des critiques. Le journal Le Monde y voit une « avant-garde de l'humanité en proie à un processus de glorification des marques » et pour Le Journal du dimanche « Sofia Coppola filme avec une élégance désenchantée cette génération bling-bling à la futilité déroutante ». À l'inverse, pour La Croix, la réalisatrice « expose complaisamment cet univers de marques (citées à tour de bras) et semble se repaître de ce qu'elle dit vouloir dénoncer ». Plusieurs critiques notent également une réflexion sommaire et pour les Cahiers du cinéma le film souffre de l'« indétermination » de sa réalisatrice, qui a un « regard placide quoique jamais surplombant ».

## Distinctions

### Nominations
- Festival de Cannes 2013 : sélection « Un certain regard »
- Festival du film de Sydney 2013 : sélection « Features »